# 陀羅缽地

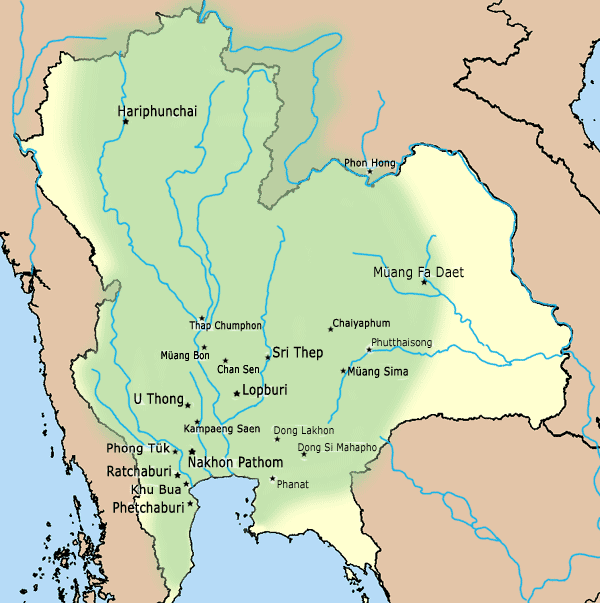
陀羅缽地王國的大致疆界

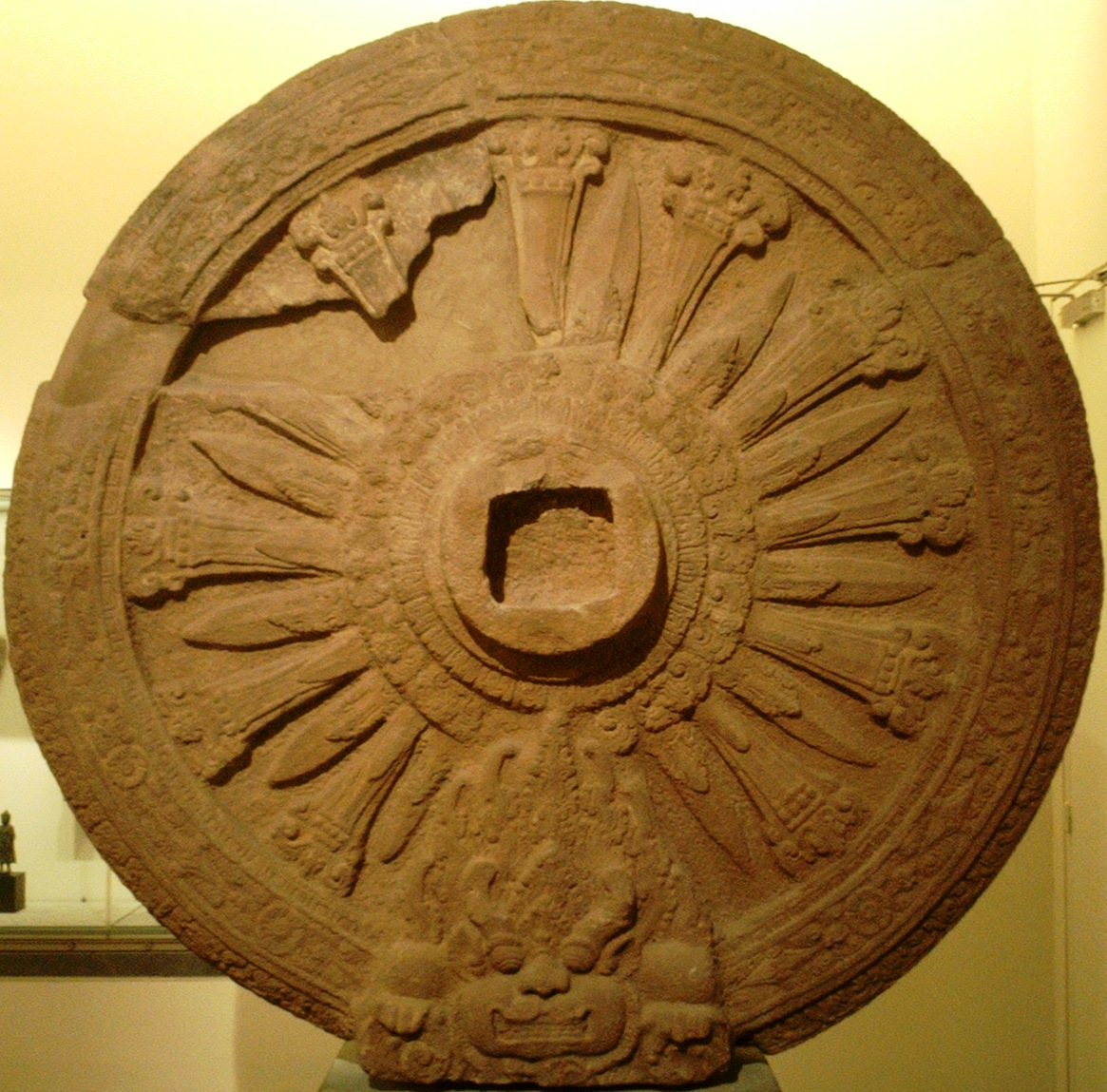
孟人地區出土的法輪，八世紀

陀羅缽地王國（直译：門-圍城〔多門之城〕），又译堕罗钵底、杜和钵底、婆罗波提、他叻瓦滴、投和或堕和罗，據信是孟族於6世紀至11世紀在今天泰王國北部佛统府一带所建立的多民族城邦王國。有證據證明該王國並非由單一的民族組成，其中很有可能包括馬來人和高棉人，當時的傣族人尚未遷移進入這一地區。孟語是當時的通用語言，該王國後來被兩個鄰邦羅渦（Lavo）和素攀地（Subharnaburi）所蠶食殆盡。

## 名稱的由來
國名來源於古錢幣上所刻寫的梵语天城体字樣，转写为（聖陀羅缽地）。梵语中意思是多门之国（指城门）；另一個來源可能是，即傳說中的黑天王國的城市，後來被海水淹沒。

## 概述
今天人們對于該王國的行政管理方面所知甚少，甚而有無國王的存在亦不確切。或許這是一個分散式的多城邦聯盟、而非中央集權制國家。當時的其他城邦國如羅渥國和西貼國在文化上深受其影響。然而它們並非同一邦國。當時的重要居民點，今世發現在以下地區：佛統府（Nakhon Pathom Province）、烏通郡（Amphoe U Thong）和枯磨郡（Khu Bua），這些地方都在湄南河下游昭拍耶平原的西部。7世纪时强盛，领土西至今缅甸的直通和丹那沙林，南达克拉地峡。也有学者认为，此国的前身是顿逊国。
陀羅缽地本身則深受印度文化的影響，佛教傳入泰國，以及佛教藝術在這一帶地區的昌盛，陀羅缽地都起到過極其重要的作用。
根据中国史籍的记载，该国南与盘盘国（今泰国南部万伦湾沿岸一带）接壤，北与迦罗舍佛国交界，东与真腊国毗邻，西部临海。国王和官吏居城中，一般平民居城外，约有万余户。国王的卫士只有100多人。国人信仰佛教，有自己的语言和文字。出产稻、麻、豆、麦，畜养象、牛、羊、猪，并以堕和罗犀闻名于当时。国中居民以农商为业，以象、马为主要交通工具。商业比较发达，全国有六个贸易集市，买卖皆用银钱，其大小有如榆叶。堕罗钵底国的使者曾于638和649年两次访问中国唐都长安，送来象牙、火珠、白鹦鹉等礼品。
堕罗犀是产于古代堕和罗国的犀牛。其角特大，是犀角之最大者，可重三、四公斤，常被用来制作各种器具。

### 書目
- 《聖陀羅缽地（Sri Dvaravati）傳記》，莎拉雅（Dhida Saraya）著，ISBN 974-7381-34-6

### 鏈接
- 佛教藝術史

## 延伸阅读
[在维基数据编辑]
 《欽定古今圖書集成·方輿彙編·邊裔典·墮和羅部》，出自陈梦雷《古今圖書集成》
 《舊唐書·卷197》，出自刘昫《舊唐書》